# 麗人 (沢田研二の曲)
「麗人」（れいじん）は、日本の歌手である沢田研二の35枚目のシングルである。
1982年1月10日にポリドール・レコードより発売された。

## 解説
- 作詞は「酒場でDABADA」以来の阿久悠、作曲は3作連続で沢田本人である。
- テレビ番組など歌う際は、チャイナドレスを彷彿させる白い衣装と三つ編み付け毛、紫のアイシャドーという出で立ちであった。
- フィンガーアクションとして、サビ終盤の「あれもタブー」では両手とも狐の顔（嘘をイメージ）、「これもタブー」では釈迦如来説法像の変形（右手親指と人差指で輪を作り、金銭授受をイメージ）というポーズを取っていた[2]。
- ジャケット写真は、西洋諸国の国旗をバックにした大正のレトロ調を感じさせる作りになっており、写真右には縦書きで「天晴れ、謹賀新年の艶姿。」と書かれている。

## 収録曲
- 全編曲：後藤次利

1. 麗人（3分40秒）
  - 作詞：阿久悠／作曲：沢田研二
2. 月曜日までお元気で（3分38秒）
  - 作詞：三浦徳子／作曲：加瀬邦彦